# Biserica Sfântul Bassus din Veneția
Biserica Sfântul Bassus (în italiană Chiesa di San Basso), denumită de obicei San Basso, este o biserică romano-catolică în stil baroc, situată în sestiere San Marco al orașului italian Veneția. Fațada sa, situată în piazzetta dei Leoncini, este încastrată printre clădirile alăturate Turnului cu ceas și este orientată spre latura din stânga a bazilicii San Marco. Biserica a fost desacralizată în anul 1807, fiind folosită în prezent ca sală de concerte.

## Istoric
Potrivit unor cronici vechi, biserica a fost construită în anul 1017 de către familia Elia și dedicată Sfântului Saba, fiind consacrată mai târziu Sfântului Martir Bassus; istoricul venețian Flaminio Corner susține însă că biserica ar fi fost construită în 1076 și consacrată Sfântului Martir Bassus. Clădirea a fost devastată în mod repetat de către incendii și a fost reconstruită ulterior, schimbându-i-se aspectul. Primă reconstrucție a avut loc după incendiul devastator din 1105, dar aspectul actual provine în urma reconstrucției de după incendiul din Miercurea Sfântă a anului 1661, realizată după un proiect al lui Baldassarre Longhena și finalizată în 1670.
În 1807, în timpul ocupației napoleoniene, parohia Sf. Bassus a fost desființată, iar biserica a fost inițial închisă și apoi vândută. Clădirea bisericii a fost răscumpărată de cardinalul Jacopo Monico, patriarh al Veneției (1827-1851), și încredințată la 28 decembrie 1847 Fabbriceriei (capitulului catedralei) San Marco care a folosit-o timp de un secol ca depozit de marmură și sculpturi, precum și ca birou tehnic.
Abia la 25 martie 1953 a fost redeschisă după o restaurare (dorită de patriarhul Veneției, Angelo Giuseppe Roncalli), care a transformat-o într-o sală de conferințe. Astăzi este sediul Ateneului San Basso, instituție care organizează conferințe și evenimente muzicale.

## Descriere
Situată în apropiere de Turnul cu ceas, clădirea are o fațadă laterală de formă pătrată înspre Piazzetta dei Leoncini. Ea are patru coloane corintice și două deschideri suprapuse de două ferestre rectangulare monofore, în timp ce în centru se află un mare decor circular.